# مشروع المستعرات العظمى الفلكي

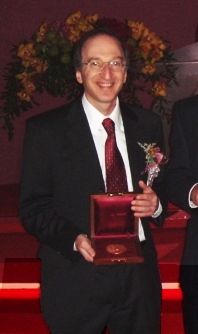
ساول بيرلموتر يحصل على " جائزة شو" في عام 2006

كان مشروع المستعرات العظمى الفلكي  (بالإنجليزية: Supernova Cosmology Project) أحد المشروعات العلمية في فيزياء الفلك واشتركت فيه عدة معاهد علمية من مختلف الدول تحت إشراف العالم الفلكي الأمريكي ساول بيرلموتر. كان الهدف من المشروع SCP وما تلاه من مشروع آخر High-z SS قياس معدل تمدد الكون، عن طريق قياس الانزياح الأحمر z.

## النتائج
أدت نتائج المشروعين إلى اكتشاف تسارع تمدد الكون (تزايد مستمر في سرعة تمدد الكون). وحتى الآن لم يفهم هذا التمدد وما سببه، وأطلق على سببه اسم طاقة مظلمة.
طبقا لمعادلات النظرية النسبية العامة يظهر تمدد الكون التسارعي في أن تكون قيمة الثابت الكوني موجبة. وقد حصل مشروع المستعرات العظمى على بيانات عن كثافة الطاقة والمادة النسبية قيمتها
{\displaystyle \Omega _{0}=0,3} بالإضافة إلى كثافة طاقة الفراغ النسبية (المسماة طاقة مظلمة) وتبلغ {\displaystyle \Omega _{\Lambda }=0,7} .

## الطريقة
بحث في مشروع المستعرات العطمى عن مستعرات عظمى ، نوع 1أ بحيث يكون انزياحها الأحمر z > 0,1 . وعينت لك مستعر أعظم من هذا النوع القيمة z ، وقيمة قدره الظاهري، وقدره المطلق، حيث يمكن حساب القدر المطلق لمستعر أعظم عن طريق تعيين منحنى ضوئه. وبمقارنة القدر الظاهري بالقدر المطلق أمكن تعيين بُعد المستعر الأعظم عنا d .
وحصل الفيزيائيون على العلاقة (d(z , ولم تكن علاقة خطية مستقيمة، وكان معنى ذلك أن العلاقة بين المسافة d والانزياح الأحمر ليست خطية كما يصفها قانون هابل: بينت القياسات لقيم محددة ل z ينتمي إليها مسافات d أكبر من المنتظر، ولبعد معين d ينتسب إليها انزياح أحمر z أقل من المنتظر. يستنتج من ذلك أن معدل تمدد الكون (والذي تقيسه z) كانت في الماضي (أي لبعد كبير d للمستعرات العظمى) أقل، ممن يعني أن تمدد الكون متسارعا.

## تكريم
قام العلماء العاملون في مشروعي SCP و High-z SS المشكلان لمشروع المستعرات العظمى بنشر نتائج بحثم في عام 1998 . وفي نفس العام حصلت المجموعتين من العلماء العاملين في المشروعين على جائزة «طفرة علمية السنة» وهي جائزة علمية تمنحها المجلة العلمية «ساينس» سنويا لأحسن بحث علمي.
) كما حصلوا في عام 2007 على «جائزة جروبر لعلم الفلك»

وكذلك حصلوا على جائزة نوبل في الفيزياء عام 2011 .
.

## اقرأ أيضا
- شكل الكون
- معادلات فريدمان
- سلم المسافات الكونية
- مقياس المسافة في الفلك
- مخروط ضوئي
- قائمة أبعد أجرام الكون عنا
- قائمة أقرب النجوم إلينا